# Cypripedium rubronerve
Cypripedium rubronerve é uma espécie de orquídea terrestre, família Orchidaceae, que habita Heilongjiang, na China.